# チェビシェフ関数
チェビシェフ関数（チェビシェフかんすう、Chebyshev function）は、数論における関数。パフヌティ・チェビシェフに因んで呼ばれている。
二つの関数があり、第一チェビシェフ関数 ϑ(x) または θ(x) とは
{\displaystyle \vartheta (x)=\sum _{p\leq x}\ln p}
で定義される関数のことであり、第二チェビシェフ関数 ψ(x) とは
{\displaystyle \psi (x)=\sum _{p^{k}\leq x}\ln p=\sum _{n\leq x}\Lambda (n)}
で定義される関数のことである。ここで {\displaystyle \Lambda } はフォン・マンゴルト関数である。
これらの関数はともに x より小さな素数の分布に関する情報を与える点で素数計数関数 π(x) と類似しているが、素数の分布に関する定理を証明する上では素数計数関数より使いやすく、そのため一般には素数の分布に関する定理の証明ではチェビシェフ関数が用いられることが多い。

## 基本的性質
第二チェビシェフ関数は第一チェビシェフ関数を使って
{\displaystyle \psi (x)=\sum _{1\leq n\leq \ln _{2}x}\vartheta \left(x^{1/n}\right).}
と表される。したがって
{\displaystyle |\psi (x)-\vartheta (x)|={\sqrt {x}}+(1+o(1)){\sqrt[{3}]{x}}}
により、 第一チェビシェフ関数と第二チェビシェフ関数の差は比較的小さいことが示される。チェビシェフ関数と素数計数関数 π(x) との間には、
{\displaystyle \pi (x)=\sum _{p\leq x}\ln p\int _{p}^{x}{\frac {dt}{t\ln ^{2}t}}+{\frac {1}{\ln x}}\sum _{p\leq x}\ln p=\int _{2}^{x}{\frac {\vartheta (t)\,dt}{t\ln ^{2}t}}+{\frac {\vartheta (x)}{\ln x}}.}
という関係が成り立つ。
また、第二チェビシェフ関数は 1 から n までのすべての整数の最小公倍数の対数に等しい：
{\displaystyle \operatorname {lcm} (1,2,\dots ,n)=e^{\psi (n)}.}

## ゼータ関数との関係
第二チェビシェフ関数を補正した関数
{\displaystyle \psi _{0}(x)=\lim _{h\rightarrow 0}{\frac {1}{2}}\left(\psi (x+h)+\psi (x-h)\right)={\frac {1}{2}}\left(\sum _{n\leq x}\Lambda (n)+\sum _{n<x}\Lambda (n)\right)={\begin{cases}\psi (x)-{\frac {1}{2}}\Lambda (x)&x=2,3,4,5,7,8,9,11,13,16,\dots \\\psi (x)&{\mbox{otherwise.}}\end{cases}}}
は、リーマンゼータ関数を使い、
{\displaystyle \psi _{0}(x)=x-\sum _{\rho }{\frac {x^{\rho }}{\rho }}-\ln(2\pi )-{\frac {1}{2}}\ln(1-x^{-2}).}
と表示できる。ここで {\displaystyle \rho } はゼータ関数の非自明な零点すべてを走る。ゼータ関数の零点に関する考察から
{\displaystyle \psi _{0}(x)\sim x}
がわかり、ここから、前節の性質を用いて素数定理
{\displaystyle \pi (x)\sim {\frac {x}{\ln x}}}
を導くことができる。

## 値の評価
現在、下記の評価が知られている： （以下、 p1 = 2, p2 = 3, ... といった具合に pk は k 番目の素数を表す）
{\displaystyle \vartheta (p_{k})\geq k\left(\ln k+\ln \ln k-1+{\frac {\ln \ln k-2.050735}{\ln k}}\right)} for {\displaystyle k\geq 10^{11},}
{\displaystyle \vartheta (p_{k})\leq k\left(\ln k+\ln \ln k-1+{\frac {\ln \ln k-2}{\ln k}}\right)} for {\displaystyle k\geq 198,}
{\displaystyle |\vartheta (x)-x|\leq 0.006788{\frac {x}{\ln x}}} for {\displaystyle x\geq 10544111,}
{\displaystyle |\psi (x)-x|\leq 0.006409{\frac {x}{\ln x}}} for {\displaystyle x\geq e^{2}2,}
{\displaystyle \psi (x)<\left(1+{\frac {1}{36260}}\right)x} for {\displaystyle x>0,}
{\displaystyle \psi (x)-\vartheta (x)>0.9999{\sqrt {x}}} for {\displaystyle x\geq 121,}
{\displaystyle 0.9999{\sqrt {x}}<\psi (x)-\vartheta (x)<1.00007{\sqrt {x}}+1.78{\sqrt[{3}]{x}}} for {\displaystyle x>0,}
また、リーマン予想により、次の評価が得られる：
{\displaystyle |\vartheta (x)-x|<{\frac {1}{8\pi }}{\sqrt {x}}\ln ^{2}x} for {\displaystyle x\geq 599,}
{\displaystyle |\psi (x)-x|<{\frac {1}{8\pi }}{\sqrt {x}}\ln ^{2}x} for {\displaystyle x\geq 73.2,}
これらの評価にはリーマンのゼータ関数の零点に関する評価と、チェビシェフ関数に対する複雑な近似公式が必要である。

## 初等的な評価
一方、初等的な方法により
{\displaystyle \vartheta (n)<2n\ln 2} for {\displaystyle n=1,2,\ldots }
となることを証明することができる。
- {\displaystyle n=1} のとき、 {\displaystyle \vartheta (n)=0<2\ln 2.}
- {\displaystyle n=2} のとき、 {\displaystyle \vartheta (n)=\ln 2<4\ln 2.}

ここで、 n が m -1 以下の整数のとき、上記の不等式が正しいと仮定する。
- {\displaystyle m>2} が偶数とする。 {\displaystyle \vartheta (m)=\vartheta (m-1)<2(m-1)\ln 2<2m\ln 2.}
- {\displaystyle m>2} が奇数とする。 {\displaystyle m=2l+1}　とおくと二項定理より

{\displaystyle {\binom {2l+1}{l}}={\frac {1}{2}}\left[{\binom {2l+1}{l}}+{\binom {2l+1}{l+1}}\right]<{\frac {1}{2}}\sum _{k=0}^{2l+1}{\binom {2l+1}{k}}={\frac {1}{2}}(1+1)^{2l+1}=4^{l}}
が成り立つ。
{\displaystyle l+1<p\leq 2l+1} となる素数 p はすべて {\displaystyle \textstyle {\binom {2l+1}{l}}}
を割り切るので、
{\displaystyle \vartheta (2l+1)-\vartheta (l+1)=\sum _{l+1<p\leq 2l+1}\ln p\leq \ln {\binom {2l+1}{l}}<2l\ln 2.}
よって
{\displaystyle \vartheta (2l+1)<2l\ln 2+\vartheta (l+1)<2l\ln 2+2(l+1)\ln 2=2(2l+1)\ln 2.}
以上より、数学的帰納法により上記の不等式が正しいことが証明された。
この議論はベルトラン＝チェビシェフの定理やメルテンスの定理といった、素数に関する評価を初等的に証明する上でも重要な役割を果たす。

## Notes
1. ↑  Hardy, G.H.; Wright, E.M. (2008) [1938], An Introduction to the Theory of Numbers, Revised by D.R. Heath-Brown and J.H. Silverman.  Foreword by Andrew Wiles. (6th ed.), Oxford: Oxford University Press, ISBN 978-0-19-921986-5, Zbl 1159.11001

- ^ Pierre Dusart, "Estimates of some functions over primes without R.H.". arXiv:1002.0442
- ^ Pierre Dusart, "Sharper bounds for ψ, θ, π, pk", Rapport de recherche n° 1998-06, Université de Limoges.  An abbreviated version appeared as "The kth prime is greater than k(ln k + ln ln k − 1) for k ≥ 2", Mathematics of Computation, Vol. 68, No. 225 (1999), pp. 411–415.
- ^ Lowell Schoenfeld, "Sharper bounds for the Chebyshev functions θ(x)$ and ψ(x) II, Mathematics of Computation, Vol. 30 , No. 134 (1976), pp. 337–360.
- ^ Lowell Schoenfeld, "Sharper bounds for the Chebyshev functions θ(x)$ and ψ(x) II, Mathematics of Computation, Vol. 30 , No. 134 (1976), pp. 337–360.